# Forte do Chipindo
O Forte do Chipindo localiza-se no município de Chipindo, província de Huíla, em Angola.